# Beyblade
Beyblade este o franciză media scrisă și ilustrată de Takao Aoki. Originalul serializat în CoroCoro Comic din anul 2000 până în anul 2002, capitolele individuale au fost colectate și publicate în 14 tankōbon de Shogakukan. Seria se concentrează pe un grup de copii care formează echipe care se luptă unul cu altul folosind puteri extreme niște titireze numite "Beybladeu-ri".
Seria a fost licențiată în limba engleză lansat în America de Nord de postul Viz Media. Seria a fost adaptată în 3 sezoane de desen animat. Primul sezon, cuprinde 51 de episoade, lansat în Japonia pe postul TV Tokyo din 8 Ianuarie,2001 până în 24 Decembrie,2001. Cel de al doilea sezon, Beyblade V-Force, rulând cu 51 episoade din 7 Ianuarie,2002 până în 30 Decembrie,2002. Cel de al treilea sezon, Beyblade G Revolution, de asemenea tot cu 51 de episoade (cele 51 a fost o dublă-lungime special dar a fost împărțită în două episoade pentru lansarea în Western) și rulează din 6 Ianuarie,2003 până în concluzie la data de 29 Decembrie,2003. Sezoanele au fost licențiate de Nelvana pentru limba engleză lansată în America de Nord.
Noi serii din Beyblade au fost lansate în 2009 (2010 în U.S.), intitulat Beyblade: Metal Fusion (cunoscut ca Metal Fight Beyblade în Japonia.) Serialul dispune de noi caractere și beybladeu-ri. O continuare a seriei are de asemenea lansată în 2010 (2011 în U.S.), numit Beyblade: Metal Masters.

## Începutul

### Beyblade
Beyblade este cel mai popular joc din lume, acesta constatând în niște titireze mai speciale, care atunci când sunt lansate în arena de luptă se învârtesc,iar din interiorul lor ies creaturi care mai de care mai ciudate,ajutând totodată titirezul (bey-ul) pentru a avea o forță mai mare.Jocul se încheie atunci când din două blade-uri,doar unul se mai învârte în arenă. Tyson împreună cu cei 4 prieteni ai săi: Max, Kai, Ray și Kenny formează echipa Hiper-bladerii. După ce au câștigat mai multe campionate destul de ușoare, aceștia se inscriu la Campionatul Mondial din America, unde vor să câștige medaliile de aur, ca să demonstreze că sunt cei mai buni. Ajunși acolo, trebuie să se confrunte cu multe echipe puternice, ca Tigrii Albi, Magnificii, All Starz și Demolatorii. Hiper-bladerii vor trebui să le învingă pe toate, pentru a ajunge în finală. Atunci când Ray a părăsit pe Tigrii Albi cum că ar fi un trădător, dar el a preferat să nu discute despre asta fiindcă nu voia să mai audă de ei și nici să fie cu ei în echipă la fel ca Max și Kai până la un moment dat când Kai părea decis să revină la echipa care l-a crescut de mititel adică Demolatorii însă nici Max nu a scăpat de criticile fostei sale echipe All Starz.

### Beyblade V-Force
Tyson,Max,Ray,Kai și Kenny se întorc de data asta îi așteaptă probleme vor merge în zone separate, dar inamicii se reunesc neavând liniște. Două alte echipe, Psykick și Saint Shields, îi atacă pe Hiper-bladerii încercând să le fure creaturile.În primă fază din această franciză se vor înfrunta cu echipa Psykick care este alcătuită din 4 membri:Kane,Salima,Goki și Jimmy.Și vor fi nevoiți să învingă pentru a-și recupera creaturile.

### Beyblade G-Revolution
Tyson,Max,Ray,Kai și Kenny continuă să meargă separat și se întorc la fostele lor echipe pentru a avea o șansă să ajungă la Campionatul Mondial.Se despart de echipă Tyson,Hilary și Kenny din echipă,dar apare un nou caracter,Daichi i se alătură.Prima săptămână după ce s-au aflat rezultatele din Campionatele Mondiale, Boris,inamicul secundar din prima franciză,spune că lucrurile numai sunt cum au fost.Dar declară că toate shop-urile au vândut bladeri-le și părțile din BEGA asociat cu Beybladerii numai pot merge spre magazine.

### Beyblade Metal Fusion
Mai mulți copii se împart în echipe și se confruntă cu titirezele lor deosebite, numite Beyblade, care adăpostesc și spirite magice. În vreme ce se întrec cu titirezele pentru a afla care este cel mai puternic, copiii se luptă și cu malefica organizație Dark Nebula.
Primul sezon al acestei francize îl prezintă pe Gingka Hagane, un blader talentat care călătorește prin Japonia pentru a deveni suficient de puternic să înfrunte organizația Dark Nebula, responsabilă pentru dispariția tatălui său - Ryo Hagane. Gingka visează să-l recupereze pe Lightning L-Drago, care a fost furat de Dark Nebula și ale cărui puteri nu trebuie folosite în scopurile lor malefice.Împreună cu Beyblade-ul lui, Storm Pegasus, Gingka pornește într-o aventură în care are de înfruntat multe obstacole și mulți inamici,dar care îi aduce și mulți prieteni extraordinari.

### Beyblade Metal Masters
În Beyblade Metal Masters,Gingka obține un prototip din Storm Pegasus care se numește Galaxy Pegasus. WBBA anunță câștigătorii lumii și Gingka,Madoka,Tsubasa,Yu și noul prieten al lui Gingka ,Masamune reprezentând echipa Japoniei echipă numită Gan Gan Galaxy.Și alte echipe cu care se vor lupta Wang Hu Zhong,Lovushka,Wild Fang,Garcias,Excalibur și StarsBreaker,care provin dintr-o lume din care provine doar 1 singur blader.Apar noi bey-uri,cum ar fi cele din echipa Starurile Bladerilor,Hades Kerbecs,Twisted Tempo,Flame Bixis și Evil Beafall.Hades Kerbeks deține 6 recorduri :1.singurul bey din Metal Masters cu piese unice,2.singurul bey Metal Masters cu șurubul și inelul de energie aurii,3.cea mai lată axă,cea mai lată roată de fuziune(metal)Metal Masters    4.singurul bey cu axa de mărimea roții de fuziune,5.cel mai larg bey Metal Masters și 6.cea mai grea axă.Acest sezon este bazat pe un turneu beyblede WBBA.

### Jocuri Video
| Nume                                                                       | Lnsare             | Platforma        |
| -------------------------------------------------------------------------- | ------------------ | ---------------- |
| Jisedai Bēgoma Battle Beyblade                                             | 23 iulie 1999      | Game Boy Color   |
| Beyblade Fighting Tournament                                               | 11 august 2000     | Game Boy Color   |
| Bakuten Shoot Beyblade                                                     | 27 iulie 2001      | Game Boy Color   |
| Beyblade: Let it Rip!                                                      | 5 decembrie 2002   | PlayStation      |
| Bakuten Shoot Beyblade 2002 Ikuze! Gekitō! Chō Jiryoku Battle!!            | 27 iunie 2002      | Game Boy Advance |
| Bakuten Shoot Beyblade 2002: Beybattle Tournament 2                        | 1 august 2002      | PlayStation      |
| Bakuten Shoot Beyblade 2002 Team Battle! Kiryū no Akira Daichi / Takao Hen | 6 decembrie 2002   | Game Boy Advance |
| BeyBlade VForce: Super Tournament Battle                                   | 23 septembrie 2003 | GameCube         |
| Beyblade VForce: Ultimate Blader Jam                                       | 18 noiembrie 2003  | Game Boy Advance |
| Beyblade: GRevolution                                                      | 18 noiembrie 2004  | Game Boy Advance |
| Metal Fight Beyblade                                                       | 26 martie 2009     | Nintendo DS      |
| Metal Fight Beyblade: Gachinko Stadium                                     | 19 noiembrie 2009  | Wii              |
| Metal Fight Beyblade Portable: Chōzetsu Tensei Vulcan Horses               | 21 octombrie 2010  | PSP              |
| Beyblade: Metal Fusion                                                     | 9 noiembrie 2010   | Nintendo DS      |
| Beyblade: Metal Fusion - Battle Fortress                                   | 9 noiembrie 2010   | Wii              |
| Beyblade Metal Fusion: Cyber Pegasus                                       | 11 noiembrie 2010  | Nintendo DS      |
| Beyblade: Metal Masters                                                    | 15 noiembrie 2011  | Nintendo DS      |